# Estación de São Pedro do Estoril
La Estación Ferroviaria de São Pedro do Estoril, originalmente denominada Apeadero de Cae-Agua, es una estación de la Línea de Cascaes, que sirve a la localidad de São Pedro do Estoril, en el ayuntamiento de Estoril, en Portugal.

## Descripción

### Localización y accesos
Se encuentra en la localidad de São Pedro do Estoril, teniendo acceso por la Calle Nunes dos Santos.

### Vías y plataformas
Poseía, en enero de 2011, tres vías de circulación, con 293, 263 y 220 metros de longitud; las plataformas tenían todas 110 centímetros de altura, y 197 metros de extensión.

## Historia

### Inauguración
La Compañía Real de los Caminhos de Ferro Portugueses fue autorizada, por un contrato de 5 de mayo de 1860, y por circular del 9 de abril de 1887, a proceder a la construcción y explotación de una conexión ferroviaria entre la Estación de Santa Apolónia, en el Muelle de los Soldados, en Lisboa, y Cascaes; el primer tramo, entre Pedrouços y Cascaes, donde la estación se encuentra, fue abierto al servicio el 30 de septiembre de 1889. No obstante, no es hasta la década de 1920 cuando esta plataforma entró en servicio, gracias al auxilio de Nunes dos Santos, antiguo propietario de los Almacenes del Chiado, que vendría a donar terrenos y medios financieros para su construcción; esta plataforma tenía, en ese momento, la categoría de apeadero, y la denominación de Cae-Agua, como la localidad que servía.

### Alteración de nombre
El Decreto n.º 11228, fechado del 31 de *Agosto de 1926, alteró oficialmente el nombre de la población a São Pedro do Estoril; en octubre de aquel año, el nombre del apeadero también ya había sido alterado.

### SigloXXI
En mayo de 2009, fue firmado un protocolo entre la Red Ferroviaria Nacional y la Cámara municipal de Cascaes, habiendo sido planeado, entre otras iniciativas, varias intervenciones en esta plataforma; las alteraciones propuestas incluían la instalación de infraestructuras de apoyo, como taquillas, comercios, e instalaciones sanitarias, la renovación del piso, la implantación de coberturas parciales para los pasajeros, y la sustitución de un paso a nivel peatonal por dos accesos subterráneos.

## Galería

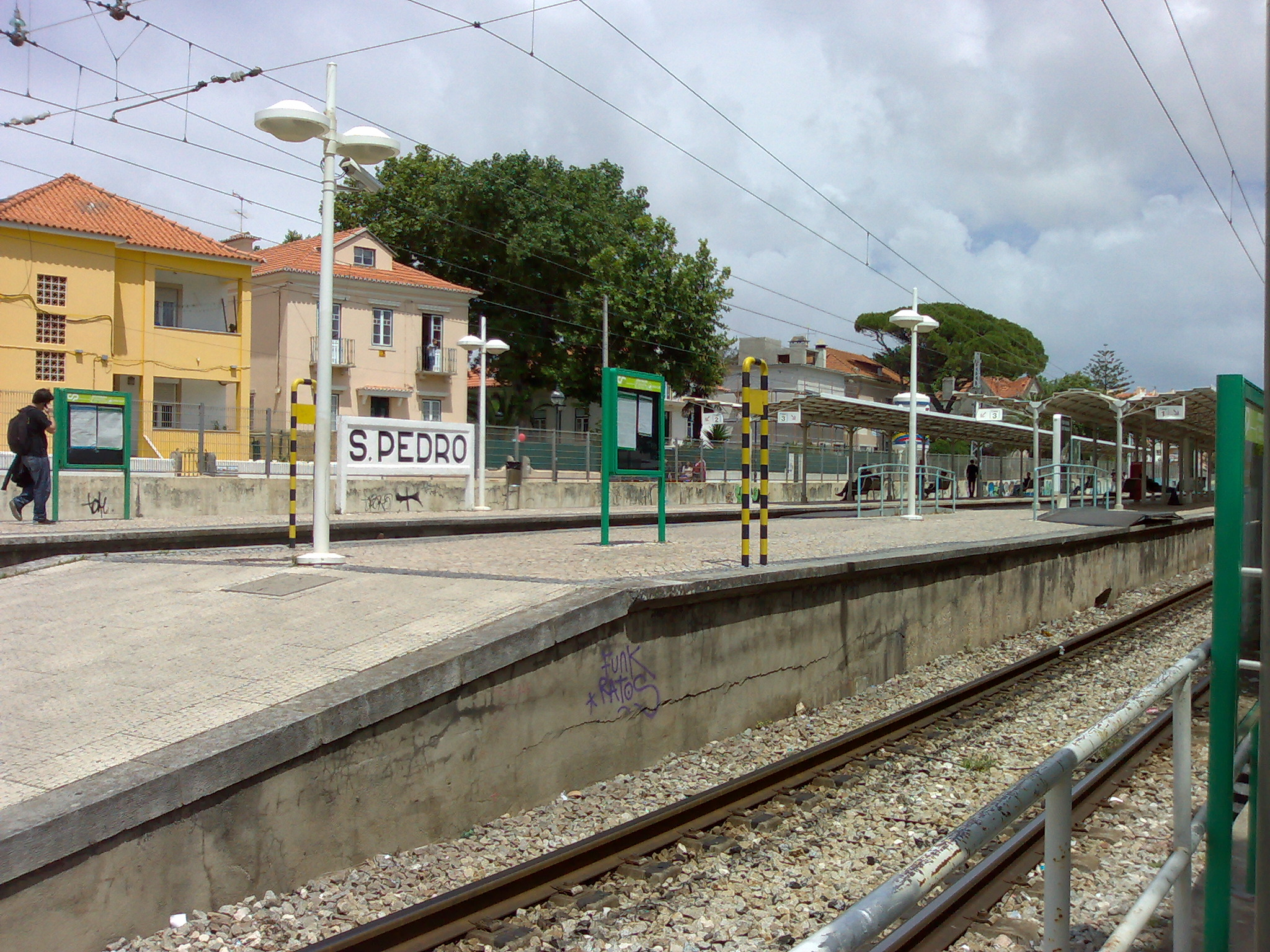
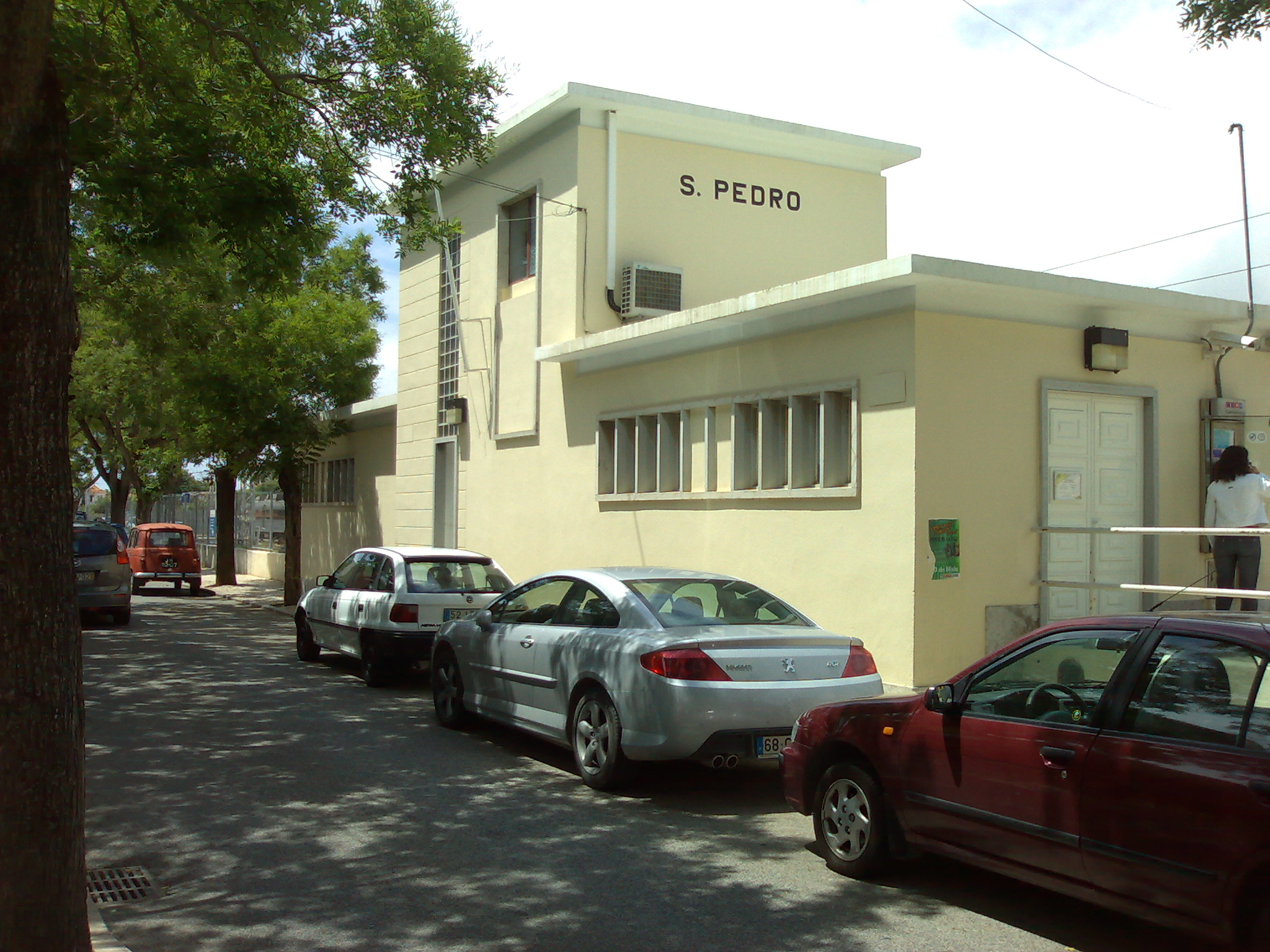